# 21937 Basheehan
21937 Basheehan è un asteroide della fascia principale. Scoperto nel 1999, presenta un'orbita caratterizzata da un semiasse maggiore pari a 2,9214427 UA e da un'eccentricità di 0,0383563, inclinata di 1,05158° rispetto all'eclittica.